# Boston Celtics 2022-2023
La stagione 2022-2023 dei Boston Celtics è stata la 77ª stagione della franchigia nella National Basketball Association (NBA). I Celtics venivano dalla sconfitta subita per mano dei Golden State Warriors nelle NBA Finals della stagione precedente.
Prima dell'inizio della stagione, il coach Ime Udoka è stato sospeso dalla squadra per tutta la durata della stagione 2022-2023 per aver violato le norme di condotta interne della squadra avendo avuto una relazione con una donna membro dello staff dei Celtics. Il 22 settembre 2022 Joe Mazzulla è stato nominato allenatore ad interim della squadra. Dopo 42 vittorie ottenute nelle prime 59 partite della stagione, il 16 febbraio 2023 lo stesso Mazzulla è stato nominato dalla squadra head coach con pieni poteri. Nella stagione regolare, i Celtics hanno ottenuto un record di 57 vittorie e 25 sconfitte, migliorando di ben 6 vittorie il risultato della stagione precedente.
Ottenuto il passaggio ai playoffs, i Celtics hanno sconfitto al primo turno gli Atlanta Hawks in sei gare. Successivamente sono approdati alle semifinali di Eastern Conference affrontando e battendo i Philadelphia 76ers. Quindi, alle Conference Finals i Celtics hanno affrontato i Miami Heat per la terza volta nelle ultime quattro stagioni, cercando di raggiungere le NBA Finals per la seconda volta consecutiva (un back-to-back che è riuscito ai Celtics l'ultima volta nelle stagioni 1985-1986 e 1986-1987). Dopo essere andati sotto 0–3 nella serie, i Celtics sono riusciti a pareggiare la serie 3–3 in gara 6 (grazie ai due punti segnati all'ultimo secondo da Derrick White) e a giocarsi la decisiva gara 7 tra le mura amiche del TD Garden. Tuttavia, la marcia dei Celtics verso le NBA Finals si è interrotta grazie alla netta sconfitta in gara 7 per mano degli Heat con il punteggio di 84–103.

## Draft
| Giro | Scelta | Giocatore  | Ruolo | Nazionalità            | Università/Squadra |
| ---- | ------ | ---------- | ----- | ---------------------- | ------------------ |
| 2    | 53     | JD Davison | G     | Stati Uniti (bandiera) | Alabama            |

## Roster
| \| Pos. \| Num. \| Naz. \| Nome \| Altezza \| Peso \| Data nascita \| Provenienza \| \| ---- \| ---- \| -------------------------- \| ----------------------- \| ------- \| ------ \| ------------ \| -------------- \| \| AP \| 0 \| Stati Uniti (bandiera) \| Tatum, Jayson (C) \| 203 cm \| 95 kg \| 03-03-1998 \| Duke \| \| G/AP \| 7 \| Stati Uniti (bandiera) \| Brown, Jaylen (C) \| 198 cm \| 100 kg \| 24-10-1996 \| UC Berkeley \| \| A \| 8 \| Italia (bandiera) \| Gallinari, Danilo \| 208 cm \| 107 kg \| 8-8-1988 \| Italia \| \| G \| 9 \| Stati Uniti (bandiera) \| White, Derrick \| 193 cm \| 86 kg \| 02-07-1994 \| Colorado \| \| P \| 11 \| Stati Uniti (bandiera) \| Pritchard, Payton \| 185 cm \| 88 kg \| 28-01-1998 \| Oregon \| \| AG \| 12 \| Stati Uniti (bandiera) \| Williams, Grant \| 198 cm \| 107 kg \| 30-11-1998 \| Tennessee \| \| G \| 13 \| Stati Uniti (bandiera) \| Brogdon, Malcolm \| 196 cm \| 104 kg \| 11-12-1992 \| Virginia \| \| G \| 20 \| Stati Uniti (bandiera) \| Davison, JD (TW) \| 191 cm \| 88 kg \| 3-10-2002 \| Alabama \| \| A/C \| 28 \| Canada (bandiera) \| Kabengele, Mfiondu (TW) \| 208 cm \| 113 kg \| 14-8-1997 \| Florida State \| \| A \| 30 \| Stati Uniti (bandiera) \| Hauser, Sam \| 203 cm \| 99 kg \| 08-12-1997 \| Virginia \| \| P/G \| 36 \| Stati Uniti (bandiera) \| Smart, Marcus (C) \| 191 cm \| 100 kg \| 06-03-1994 \| Oklahoma State \| \| A/C \| 40 \| Stati Uniti (bandiera) \| Kornet, Luke \| 218 cm \| 113 kg \| 15-07-1995 \| Vanderbilt \| \| A/C \| 42 \| Rep. Dominicana (bandiera) \| Horford, Al \| 206 cm \| 109 kg \| 03-06-1986 \| Florida \| \| C \| 44 \| Stati Uniti (bandiera) \| Williams, Robert \| 208 cm \| 108 kg \| 14-10-1997 \| TexasA&M \| \| A/C \| 57 \| Stati Uniti (bandiera) \| Muscala, Mike \| 208 cm \| 109 kg \| 01-07-1991 \| Bucknell \| \| A/C \| 91 \| Stati Uniti (bandiera) \| Griffin, Blake \| 206 cm \| 113 kg \| 16-03-1989 \| Oklahoma \| | Allenatore - Joe Mazzulla Assistente/i - Anthony Dobbins - D.J. MacLeay - Aaron Miles - Matt Reynolds - Damon Stoudamire - Ben Sullivan Legenda - (C) Capitano - (FA) Free agent - (S) Sospeso - (TW) Contratto Two-way - (GL) Assegnato a squadra G League affiliata - Infortunato Roster • Transazioni · Ultima transazione: 12 febbraio 2023 |                            |                         |         |        |              |                |
| Pos. | Num. | Naz.                       | Nome                    | Altezza | Peso   | Data nascita | Provenienza    |
| AP | 0 | Stati Uniti (bandiera)     | Tatum, Jayson (C)       | 203 cm  | 95 kg  | 03-03-1998   | Duke           |
| G/AP | 7 | Stati Uniti (bandiera)     | Brown, Jaylen (C)       | 198 cm  | 100 kg | 24-10-1996   | UC Berkeley    |
| A | 8 | Italia (bandiera)          | Gallinari, Danilo       | 208 cm  | 107 kg | 8-8-1988     | Italia         |
| G | 9 | Stati Uniti (bandiera)     | White, Derrick          | 193 cm  | 86 kg  | 02-07-1994   | Colorado       |
| P | 11 | Stati Uniti (bandiera)     | Pritchard, Payton       | 185 cm  | 88 kg  | 28-01-1998   | Oregon         |
| AG | 12 | Stati Uniti (bandiera)     | Williams, Grant         | 198 cm  | 107 kg | 30-11-1998   | Tennessee      |
| G | 13 | Stati Uniti (bandiera)     | Brogdon, Malcolm        | 196 cm  | 104 kg | 11-12-1992   | Virginia       |
| G | 20 | Stati Uniti (bandiera)     | Davison, JD (TW)        | 191 cm  | 88 kg  | 3-10-2002    | Alabama        |
| A/C | 28 | Canada (bandiera)          | Kabengele, Mfiondu (TW) | 208 cm  | 113 kg | 14-8-1997    | Florida State  |
| A | 30 | Stati Uniti (bandiera)     | Hauser, Sam             | 203 cm  | 99 kg  | 08-12-1997   | Virginia       |
| P/G | 36 | Stati Uniti (bandiera)     | Smart, Marcus (C)       | 191 cm  | 100 kg | 06-03-1994   | Oklahoma State |
| A/C | 40 | Stati Uniti (bandiera)     | Kornet, Luke            | 218 cm  | 113 kg | 15-07-1995   | Vanderbilt     |
| A/C | 42 | Rep. Dominicana (bandiera) | Horford, Al             | 206 cm  | 109 kg | 03-06-1986   | Florida        |
| C | 44 | Stati Uniti (bandiera)     | Williams, Robert        | 208 cm  | 108 kg | 14-10-1997   | TexasA&M       |
| A/C | 57 | Stati Uniti (bandiera)     | Muscala, Mike           | 208 cm  | 109 kg | 01-07-1991   | Bucknell       |
| A/C | 91 | Stati Uniti (bandiera)     | Griffin, Blake          | 206 cm  | 113 kg | 16-03-1989   | Oklahoma       |

## Uniformi
- Casa

| Association |

- Trasferta

| Icon |

- Alternativa

| Statemant |

- Alternativa

| City |

- Alternativa

| Earned |

## Classifiche

### Atlantic Division
| Atlantic Division      | V  | S  | V%   | PR   | Casa  | Trasf | Div  | PG |
| ---------------------- | -- | -- | ---- | ---- | ----- | ----- | ---- | -- |
| y – Boston Celtics     | 57 | 25 | .695 | 1,0  | 32–9  | 25–16 | 11–5 | 82 |
| x – Philadelphia 76ers | 54 | 28 | .659 | 4,0  | 29–12 | 25–16 | 10–6 | 82 |
| x – N.Y. Knicks        | 47 | 35 | .573 | 11,0 | 23–18 | 24–17 | 8–8  | 82 |
| x – Brooklyn Nets      | 45 | 37 | .549 | 13,0 | 23–18 | 22–19 | 7–9  | 82 |
| pi – Toronto Raptors   | 41 | 41 | .500 | 17,0 | 27–14 | 14–27 | 4–12 | 82 |

### Eastern Conference
| Eastern Conference | Eastern Conference      | Eastern Conference | Eastern Conference | Eastern Conference | Eastern Conference | Eastern Conference |
| #                  | Squadra                 | V                  | S                  | V%                 | PR                 | PG                 |
| ------------------ | ----------------------- | ------------------ | ------------------ | ------------------ | ------------------ | ------------------ |
| 1                  | z – Milwaukee Bucks *   | 58                 | 24                 | .707               | –                  | 82                 |
| 2                  | y – Boston Celtics *    | 57                 | 25                 | .695               | 1,0                | 82                 |
| 3                  | x – Philadelphia 76ers  | 54                 | 28                 | .659               | 4,0                | 82                 |
| 4                  | x – Cleveland Cavaliers | 51                 | 31                 | .622               | 7,0                | 82                 |
| 5                  | x – N.Y. Knicks         | 47                 | 35                 | .573               | 11,0               | 82                 |
| 6                  | x – Brooklyn Nets       | 45                 | 37                 | .549               | 13,0               | 82                 |
|                    |                         |                    |                    |                    |                    |                    |
| 7                  | y – Miami Heat *        | 44                 | 38                 | .537               | 14,0               | 82                 |
| 8                  | x – Atlanta Hawks       | 41                 | 41                 | .500               | 17,0               | 82                 |
| 9                  | pi – Toronto Raptors    | 41                 | 41                 | .500               | 17,0               | 82                 |
| 10                 | pi – Chicago Bulls      | 40                 | 42                 | .488               | 18,0               | 82                 |
|                    |                         |                    |                    |                    |                    |                    |
| 11                 | Indiana Pacers          | 35                 | 47                 | .427               | 23,0               | 82                 |
| 12                 | Wash. Wizards           | 35                 | 47                 | .427               | 23,0               | 82                 |
| 13                 | Orlando Magic           | 34                 | 48                 | .415               | 24,0               | 82                 |
| 14                 | Charlotte Hornets       | 27                 | 55                 | .329               | 31,0               | 82                 |
| 15                 | Detroit Pistons         | 17                 | 65                 | .207               | 41,0               | 82                 |

Note:
- z – Fattore campo per gli interi playoff
- c – Fattore campo per le finali di Conference
- y – Campione della division
- x – Qualificata ai playoff
- p – Qualificata ai play-in
- e – Eliminata dai playoff
- * – Leader della division

## Risultati

### Preseason
| Prestagione 2022                                    | Prestagione 2022                                    | Prestagione 2022                                    | Prestagione 2022                                    | Prestagione 2022                                    | Prestagione 2022                                    | Prestagione 2022                                    | Prestagione 2022                                    | Prestagione 2022                                    |
| Record prestagione: 2–2 (Casa: 1–1; Trasferta: 1–1) | Record prestagione: 2–2 (Casa: 1–1; Trasferta: 1–1) | Record prestagione: 2–2 (Casa: 1–1; Trasferta: 1–1) | Record prestagione: 2–2 (Casa: 1–1; Trasferta: 1–1) | Record prestagione: 2–2 (Casa: 1–1; Trasferta: 1–1) | Record prestagione: 2–2 (Casa: 1–1; Trasferta: 1–1) | Record prestagione: 2–2 (Casa: 1–1; Trasferta: 1–1) | Record prestagione: 2–2 (Casa: 1–1; Trasferta: 1–1) | Record prestagione: 2–2 (Casa: 1–1; Trasferta: 1–1) |
| Partita                                             | Data                                                | Avversario                                          | Punteggio                                           | Più punti                                           | Più rimbalzi                                        | Più assist                                          | Stadio e spettatori                                 | Record                                              |
| --------------------------------------------------- | --------------------------------------------------- | --------------------------------------------------- | --------------------------------------------------- | --------------------------------------------------- | --------------------------------------------------- | --------------------------------------------------- | --------------------------------------------------- | --------------------------------------------------- |
| 1                                                   | 2.10.2022                                           | Charlotte                                           | V 134-93                                            | Brown (24)                                          | Vonleh (9)                                          | Brogdon (9)                                         | TD Garden (19.156)                                  | 1–0                                                 |
| 2                                                   | 5.10.2022                                           | Toronto                                             | S 119-125 (OT)                                      | Brown (23)                                          | Tatum (10)                                          | Brogdon (9)                                         | TD Garden (19.156)                                  | 1–1                                                 |
| 3                                                   | 7.10.2022                                           | @ Charlotte                                         | V 112-103                                           | Brown (19)                                          | Vonleh (13)                                         | Pritchard (7)                                       | Greensboro Coliseum (16.119)                        | 2–1                                                 |
| 4                                                   | 14.10.2022                                          | @ Toronto                                           | S 134-137                                           | Brown, White (23)                                   | Tatum (9)                                           | Tatum (5)                                           | Centre Bell (21.900)                                | 2–2                                                 |

### Stagione regolare

#### Ottobre 2022
| Stagione - Ottobre 2022                         | Stagione - Ottobre 2022                         | Stagione - Ottobre 2022                         | Stagione - Ottobre 2022                         | Stagione - Ottobre 2022                         | Stagione - Ottobre 2022                         | Stagione - Ottobre 2022                         | Stagione - Ottobre 2022                         | Stagione - Ottobre 2022                         |
| Record Ottobre: 4–2 (Casa: 2–1; Trasferta: 2–1) | Record Ottobre: 4–2 (Casa: 2–1; Trasferta: 2–1) | Record Ottobre: 4–2 (Casa: 2–1; Trasferta: 2–1) | Record Ottobre: 4–2 (Casa: 2–1; Trasferta: 2–1) | Record Ottobre: 4–2 (Casa: 2–1; Trasferta: 2–1) | Record Ottobre: 4–2 (Casa: 2–1; Trasferta: 2–1) | Record Ottobre: 4–2 (Casa: 2–1; Trasferta: 2–1) | Record Ottobre: 4–2 (Casa: 2–1; Trasferta: 2–1) | Record Ottobre: 4–2 (Casa: 2–1; Trasferta: 2–1) |
| Partita                                         | Data                                            | Avversario                                      | Punteggio                                       | Più punti                                       | Più rimbalzi                                    | Più assist                                      | Stadio (spettatori)                             | Record                                          |
| ----------------------------------------------- | ----------------------------------------------- | ----------------------------------------------- | ----------------------------------------------- | ----------------------------------------------- | ----------------------------------------------- | ----------------------------------------------- | ----------------------------------------------- | ----------------------------------------------- |
| 1                                               | 18.10.2022                                      | Philadelphia                                    | V 126-117                                       | Brown, Tatum (35)                               | Tatum (12)                                      | Smart (7)                                       | TD Garden (19.156)                              | 1–0                                             |
| 2                                               | 21.10.2022                                      | @ Miami                                         | V 111-104                                       | Tatum (29)                                      | White, G. Williams (7)                          | Tatum (4)                                       | FTX Arena (19.600)                              | 2–0                                             |
| 3                                               | 22.10.2022                                      | @ Orlando                                       | V 126-120                                       | Tatum (40)                                      | Brown (9)                                       | Smart (8)                                       | Amway Center (19.299)                           | 3–0                                             |
| 4                                               | 24.10.2022                                      | @ Chicago                                       | S 102-120                                       | Tatum (26)                                      | Tatum (8)                                       | Smart (6)                                       | United Center (17.673)                          | 3–1                                             |
| 5                                               | 28.10.2022                                      | Cleveland                                       | S 123-132 (OT)                                  | Brown, Tatum (32)                               | Brown (8)                                       | Smart (7)                                       | TD Garden (19.156)                              | 3–2                                             |
| 6                                               | 30.10.2022                                      | Washington                                      | V 112-94                                        | Brown (24)                                      | Brown (10)                                      | Smart (6)                                       | TD Garden (19.156)                              | 4–2                                             |

#### Novembre 2022
| Stagione - Novembre 2022                          | Stagione - Novembre 2022                          | Stagione - Novembre 2022                          | Stagione - Novembre 2022                          | Stagione - Novembre 2022                          | Stagione - Novembre 2022                          | Stagione - Novembre 2022                          | Stagione - Novembre 2022                          | Stagione - Novembre 2022                          |
| Record Novembre: 14–2 (Casa: 9–0; Trasferta: 5–2) | Record Novembre: 14–2 (Casa: 9–0; Trasferta: 5–2) | Record Novembre: 14–2 (Casa: 9–0; Trasferta: 5–2) | Record Novembre: 14–2 (Casa: 9–0; Trasferta: 5–2) | Record Novembre: 14–2 (Casa: 9–0; Trasferta: 5–2) | Record Novembre: 14–2 (Casa: 9–0; Trasferta: 5–2) | Record Novembre: 14–2 (Casa: 9–0; Trasferta: 5–2) | Record Novembre: 14–2 (Casa: 9–0; Trasferta: 5–2) | Record Novembre: 14–2 (Casa: 9–0; Trasferta: 5–2) |
| Partita                                           | Data                                              | Avversario                                        | Punteggio                                         | Più punti                                         | Più rimbalzi                                      | Più assist                                        | Stadio (spettatori)                               | Record                                            |
| ------------------------------------------------- | ------------------------------------------------- | ------------------------------------------------- | ------------------------------------------------- | ------------------------------------------------- | ------------------------------------------------- | ------------------------------------------------- | ------------------------------------------------- | ------------------------------------------------- |
| 7                                                 | 2.11.2022                                         | @ Cleveland                                       | S 113-114 (OT)                                    | Brown (30)                                        | Tatum, Horford (12)                               | Tatum, White (6)                                  | Rocket Mortgage FieldHouse (19.432)               | 4–3                                               |
| 8                                                 | 4.11.2022                                         | Chicago                                           | V 123-119                                         | Tatum (36)                                        | Tatum (12)                                        | Tatum (6)                                         | TD Garden (19.156)                                | 5–3                                               |
| 9                                                 | 5.11.2022                                         | @ New York                                        | V 133-118                                         | Brown (30)                                        | Vonleh (7)                                        | Smart (11)                                        | Madison Square Garden (19.812)                    | 6–3                                               |
| 10                                                | 7.11.2022                                         | @ Memphis                                         | V 109-106                                         | Tatum (39)                                        | Brogdon (10)                                      | Smart (11)                                        | FedExForum (17.371)                               | 7–3                                               |
| 11                                                | 9.11.2022                                         | Detroit                                           | V 128-112                                         | Tatum (31)                                        | White (8)                                         | Smart (11)                                        | TD Garden (19.156)                                | 8–3                                               |
| 12                                                | 11.11.2022                                        | Denver                                            | V 131-112                                         | Tatum (34)                                        | Brown, Tatum (8)                                  | Brown (8)                                         | TD Garden (19.156)                                | 9–3                                               |
| 13                                                | 12.11.2022                                        | @ Detroit                                         | V 117-108                                         | Tatum (43)                                        | Tatum, G. Williams (10)                           | Smart (10)                                        | Little Caesars Arena (20.190)                     | 10–3                                              |
| 14                                                | 14.11.2022                                        | Oklahoma City                                     | V 126-122                                         | Tatum (27)                                        | Horford (11)                                      | Smart (8)                                         | TD Garden (19.156)                                | 11–3                                              |
| 15                                                | 16.11.2022                                        | @ Atlanta                                         | V 126-101                                         | Brown (22)                                        | Horford (11)                                      | White (10)                                        | State Farm Arena (18-165)                         | 12–3                                              |
| 16                                                | 18.11.2022                                        | @ New Orleans                                     | V 117-109                                         | Brown (27)                                        | Brown (10)                                        | Tatum (10)                                        | Smoothie King Center (17.828)                     | 13–3                                              |
| 17                                                | 21.11.2022                                        | @ Chicago                                         | S 107-121                                         | Tatum (28)                                        | Tatum (11)                                        | Smart (8)                                         | United Center (20.786)                            | 13–4                                              |
| 18                                                | 23.11.2022                                        | Dallas                                            | V 125-112                                         | Tatum (37)                                        | Tatum (13)                                        | Smart (9)                                         | TD Garden (19.156)                                | 14–4                                              |
| 19                                                | 25.11.2022                                        | Sacramento                                        | V 122-104                                         | Tatum (30)                                        | Tatum (8)                                         | Horford, Smart (5)                                | TD Garden (19.156)                                | 15–4                                              |
| 20                                                | 27.11.2022                                        | Washington                                        | V 130-121                                         | Brown (36)                                        | G. Williams (7)                                   | Smart (7)                                         | TD Garden (19.156)                                | 16–4                                              |
| 21                                                | 28.11.2022                                        | Charlotte                                         | V 140-105                                         | Tatum (35)                                        | Kornet (8)                                        | Smart (15)                                        | TD Garden (19.156)                                | 17–4                                              |
| 22                                                | 30.11.2022                                        | Miami                                             | V 134-121                                         | Tatum (49)                                        | Tatum (11)                                        | Smart (9)                                         | TD Garden (19.156)                                | 18–4                                              |

#### Dicembre 2022
| Stagione - Dicembre 2022                         | Stagione - Dicembre 2022                         | Stagione - Dicembre 2022                         | Stagione - Dicembre 2022                         | Stagione - Dicembre 2022                         | Stagione - Dicembre 2022                         | Stagione - Dicembre 2022                         | Stagione - Dicembre 2022                         | Stagione - Dicembre 2022                         |
| Record Dicembre: 8–6 (Casa: 4–4; Trasferta: 4–2) | Record Dicembre: 8–6 (Casa: 4–4; Trasferta: 4–2) | Record Dicembre: 8–6 (Casa: 4–4; Trasferta: 4–2) | Record Dicembre: 8–6 (Casa: 4–4; Trasferta: 4–2) | Record Dicembre: 8–6 (Casa: 4–4; Trasferta: 4–2) | Record Dicembre: 8–6 (Casa: 4–4; Trasferta: 4–2) | Record Dicembre: 8–6 (Casa: 4–4; Trasferta: 4–2) | Record Dicembre: 8–6 (Casa: 4–4; Trasferta: 4–2) | Record Dicembre: 8–6 (Casa: 4–4; Trasferta: 4–2) |
| Partita                                          | Data                                             | Avversario                                       | Punteggio                                        | Più punti                                        | Più rimbalzi                                     | Più assist                                       | Stadio (spettatori)                              | Record                                           |
| ------------------------------------------------ | ------------------------------------------------ | ------------------------------------------------ | ------------------------------------------------ | ------------------------------------------------ | ------------------------------------------------ | ------------------------------------------------ | ------------------------------------------------ | ------------------------------------------------ |
| 23                                               | 2.12.2022                                        | Miami                                            | S 116-120 (OT)                                   | Brown (36)                                       | Brown (14)                                       | Smart (9)                                        | TD Garden (19.156)                               | 18–5                                             |
| 24                                               | 4.12.2022                                        | @ Brooklyn                                       | V 103-92                                         | Brown (34)                                       | Tatum (11)                                       | Brogdon (8)                                      | Barclays Center (18.043)                         | 19–5                                             |
| 25                                               | 5.12.2022                                        | @ Toronto                                        | V 116-110                                        | Tatum (31)                                       | Tatum (12)                                       | Brown (8)                                        | Scotiabank Arena (19.800)                        | 20–5                                             |
| 26                                               | 7.12.2022                                        | @ Phoenix                                        | V 125-98                                         | Brown, Tatum (25)                                | Griffin (9)                                      | Smart, White (6)                                 | Footprint Center (17.071)                        | 21–5                                             |
| 27                                               | 10.12.202                                        | @ Golden State                                   | S 107-123                                        | Brown (31)                                       | Brown (9)                                        | Smart (5)                                        | Chase Center (18.064)                            | 21–6                                             |
| 28                                               | 12.12.2022                                       | @ LA Clippers                                    | S 93-113                                         | Brown (21)                                       | Tatum (11)                                       | Brogdon (6)                                      | Crypto.com Arena (19.068)                        | 21–7                                             |
| 29                                               | 13.12.2022                                       | @ LA Lakers                                      | V 122-118 (OT)                                   | Tatum (44)                                       | Brown (15)                                       | Brogdon, Smart, Brown (6)                        | Crypto.com Arena (18.661)                        | 22–7                                             |
| 30                                               | 16.12.2022                                       | Orlando                                          | S 109-117                                        | Tatum (31)                                       | Tatum (7)                                        | Smart (8)                                        | TD Garden (19.156)                               | 22–8                                             |
| 31                                               | 18.12.2022                                       | Orlando                                          | S 92-95                                          | Brown (24)                                       | Brown (14)                                       | Smart (7)                                        | TD Garden (19.156)                               | 22–9                                             |
| 32                                               | 21.12.2022                                       | Indiana                                          | S 112-117                                        | Tatum (41)                                       | R. Williams (12)                                 | Brogdon (7)                                      | TD Garden (19.156)                               | 22–10                                            |
| 33                                               | 23.12.2022                                       | Minnesota                                        | V 121-109                                        | Brown (36)                                       | Horford (11)                                     | Smart (10)                                       | TD Garden (19.156)                               | 23–10                                            |
| 34                                               | 25.12.2022                                       | Milwaukee                                        | V 139-118                                        | Tatum (41)                                       | Tatum (7)                                        | Smart (8)                                        | TD Garden (19.156)                               | 24–10                                            |
| 35                                               | 27.12.2022                                       | Houston                                          | V 126-102                                        | Brown (39)                                       | R. Williams (15)                                 | Brogdon (8)                                      | TD Garden (19.156)                               | 25–10                                            |
| 36                                               | 29.12.2022                                       | LA Clippers                                      | V 116-110                                        | Brown, Tatum (29)                                | Tatum (11)                                       | Smart (9)                                        | TD Garden (19.156)                               | 26–10                                            |

#### Gennaio 2023
| Stagione - Gennaio 2023                          | Stagione - Gennaio 2023                          | Stagione - Gennaio 2023                          | Stagione - Gennaio 2023                          | Stagione - Gennaio 2023                          | Stagione - Gennaio 2023                          | Stagione - Gennaio 2023                          | Stagione - Gennaio 2023                          | Stagione - Gennaio 2023                          |
| Record Gennaio: 10-5 (Casa: 4-1; Trasferta: 6-4) | Record Gennaio: 10-5 (Casa: 4-1; Trasferta: 6-4) | Record Gennaio: 10-5 (Casa: 4-1; Trasferta: 6-4) | Record Gennaio: 10-5 (Casa: 4-1; Trasferta: 6-4) | Record Gennaio: 10-5 (Casa: 4-1; Trasferta: 6-4) | Record Gennaio: 10-5 (Casa: 4-1; Trasferta: 6-4) | Record Gennaio: 10-5 (Casa: 4-1; Trasferta: 6-4) | Record Gennaio: 10-5 (Casa: 4-1; Trasferta: 6-4) | Record Gennaio: 10-5 (Casa: 4-1; Trasferta: 6-4) |
| Partita                                          | Data                                             | Avversario                                       | Punteggio                                        | Più punti                                        | Più rimbalzi                                     | Più assist                                       | Stadio (spettatori)                              | Record                                           |
| ------------------------------------------------ | ------------------------------------------------ | ------------------------------------------------ | ------------------------------------------------ | ------------------------------------------------ | ------------------------------------------------ | ------------------------------------------------ | ------------------------------------------------ | ------------------------------------------------ |
| 37                                               | 1.1.2023                                         | @ Denver                                         | S 111-123                                        | Brown (30)                                       | Brown (8)                                        | Smart (7)                                        | Ball Arena (19.641)                              | 26–11                                            |
| 38                                               | 3.1.2023                                         | @ Oklahoma City                                  | S 117-150                                        | Brown (29)                                       | Brogdon (9)                                      | Smart (8)                                        | Chesapeake Energy Arena (16.778)                 | 26–12                                            |
| 39                                               | 5.1.2023                                         | @ Dallas                                         | V 124-95                                         | Tatum (29)                                       | Tatum (14)                                       | Tatum (10)                                       | American Airlines Center (20.413)                | 27–12                                            |
| 40                                               | 7.1.2023                                         | @ San Antonio                                    | V 121-116                                        | Tatum (34)                                       | R. Williams (11)                                 | White (11)                                       | AT&T Center (18.354)                             | 28–12                                            |
| 41                                               | 9.1.2023                                         | Chicago                                          | V 107-98                                         | Tatum (32)                                       | Tatum, G. Williams (8)                           | Tatum (7)                                        | TD Garden (19.156)                               | 29–12                                            |
| 42                                               | 11.1.2023                                        | New Orleans                                      | V 125-114                                        | Brown (41)                                       | Brown (12)                                       | White (6)                                        | TD Garden (19.156)                               | 30–12                                            |
| 43                                               | 12.1.2023                                        | @ Brooklyn                                       | V 109-98                                         | Tatum (20)                                       | Tatum (11)                                       | Smart (10)                                       | Barclays Center (18.125)                         | 31–12                                            |
| 44                                               | 14.1.2023                                        | @ Charlotte                                      | V 122-106                                        | Tatum (33)                                       | R. Williams (12)                                 | Smart (12)                                       | Spectrum Center (19.608)                         | 32–12                                            |
| 45                                               | 16.1.2023                                        | @ Charlotte                                      | V 130-118                                        | Tatum (51)                                       | Tatum, G. Williams, R. Williams (9)              | White (8)                                        | Spectrum Center (19.227)                         | 33–12                                            |
| 46                                               | 19.1.2023                                        | Golden State                                     | V 121-118 (OT)                                   | Tatum (34)                                       | Tatum (19)                                       | Tatum (9)                                        | TD Garden (19.156)                               | 34–12                                            |
| 47                                               | 21.1.2023                                        | @ Toronto                                        | V 106-104                                        | Brown (27)                                       | Brown (8)                                        | Brown (8)                                        | Scotiabank Arena (19.800)                        | 35–12                                            |
| 48                                               | 23.1.2023                                        | @ Orlando                                        | S 98-113                                         | Brown, Tatum (26)                                | Tatum (6)                                        | Tatum (7)                                        | Amway Center (19.196)                            | 35–13                                            |
| 49                                               | 24.1.2023                                        | @ Miami                                          | S 95-98                                          | Tatum (31)                                       | Tatum (14)                                       | Tatum (7)                                        | AmericanAirlines Arena (19.705)                  | 35–14                                            |
| 50                                               | 26.1.2023                                        | New York                                         | S 117-120 (OT)                                   | Tatum (35)                                       | Tatum (14)                                       | Brogdon (6)                                      | TD Garden (19.156)                               | 35–15                                            |
| 51                                               | 28.1.2023                                        | LA Lakers                                        | V 125-121 (OT)                                   | Brown (37)                                       | Tatum (11)                                       | Brogdon, Tatum (4)                               | TD Garden (19.156)                               | 36–15                                            |

#### Febbraio 2023
| Stagione - Febbraio 2023                         | Stagione - Febbraio 2023                         | Stagione - Febbraio 2023                         | Stagione - Febbraio 2023                         | Stagione - Febbraio 2023                         | Stagione - Febbraio 2023                         | Stagione - Febbraio 2023                         | Stagione - Febbraio 2023                         | Stagione - Febbraio 2023                         |
| Record Febbraio: 8-3 (Casa: 5-1; Trasferta: 3-2) | Record Febbraio: 8-3 (Casa: 5-1; Trasferta: 3-2) | Record Febbraio: 8-3 (Casa: 5-1; Trasferta: 3-2) | Record Febbraio: 8-3 (Casa: 5-1; Trasferta: 3-2) | Record Febbraio: 8-3 (Casa: 5-1; Trasferta: 3-2) | Record Febbraio: 8-3 (Casa: 5-1; Trasferta: 3-2) | Record Febbraio: 8-3 (Casa: 5-1; Trasferta: 3-2) | Record Febbraio: 8-3 (Casa: 5-1; Trasferta: 3-2) | Record Febbraio: 8-3 (Casa: 5-1; Trasferta: 3-2) |
| Partita                                          | Data                                             | Avversario                                       | Punteggio                                        | Più punti                                        | Più rimbalzi                                     | Più assist                                       | Stadio (spettatori)                              | Record                                           |
| ------------------------------------------------ | ------------------------------------------------ | ------------------------------------------------ | ------------------------------------------------ | ------------------------------------------------ | ------------------------------------------------ | ------------------------------------------------ | ------------------------------------------------ | ------------------------------------------------ |
| 52                                               | 1.2.2023                                         | Brooklyn                                         | V 139-96                                         | Tatum (31)                                       | White (10)                                       | White (5)                                        | TD Garden (19.156)                               | 37–15                                            |
| 53                                               | 3.2.2023                                         | Phoenix                                          | S 94-106                                         | Brown (27)                                       | Horford (9)                                      | Tatum (5)                                        | TD Garden (19.156)                               | 37–16                                            |
| 54                                               | 6.2.2023                                         | @ Detroit                                        | V 111-99                                         | Tatum (34)                                       | R. Williams (15)                                 | White (7)                                        | Little Caesars Arena (17.933)                    | 38–16                                            |
| 55                                               | 8.2.2023                                         | Philadelphia                                     | V 106-99                                         | Brogdon, White (19)                              | Hauser, Tatum, G. Williams (8)                   | Tatum (9)                                        | TD Garden (19.156)                               | 39–16                                            |
| 56                                               | 10.2.2023                                        | Charlotte                                        | V 127-116                                        | Tatum (41)                                       | R. Williams (16)                                 | White (10)                                       | TD Garden (19.156)                               | 40–16                                            |
| 57                                               | 12.2.2023                                        | Memphis                                          | V 119-109                                        | White (23)                                       | R. Williams (16)                                 | White (10)                                       | TD Garden (19.156)                               | 41–16                                            |
| 58                                               | 14.2.2023                                        | @ Milwaukee                                      | S 125-131 (OT)                                   | White (27)                                       | G. Williams (10)                                 | White (12)                                       | Fiserv Forum (17.623)                            | 41–17                                            |
| 59                                               | 15.2.2023                                        | Detroit                                          | V 127-109                                        | Tatum (38)                                       | Tatum (9)                                        | Tatum (7)                                        | TD Garden (19.156)                               | 42–17                                            |
| Pausa All-Star Game                              |                                                  |                                                  |                                                  |                                                  |                                                  |                                                  |                                                  |                                                  |
| 60                                               | 23.2.2022                                        | @ Indiana                                        | V 142-138 (OT)                                   | Tatum (31)                                       | Tatum (12)                                       | Brogdon, Tatum (7)                               | Gainbridge Fieldhouse (16.125)                   | 43–17                                            |
| 61                                               | 25.2.2023                                        | @ Philadelphia                                   | V 110-107                                        | Brown (26)                                       | Tatum (13)                                       | Tatum (6)                                        | Wells Fargo Center (20.993)                      | 44–17                                            |
| 62                                               | 27.2.2023                                        | @ New York                                       | S 94-109                                         | Brogdon (22)                                     | Tatum, R. Williams (7)                           | Tatum (9)                                        | Madison Square Garden (19.812)                   | 44–18                                            |

#### Marzo 2023
| Stagione - Marzo 2023                          | Stagione - Marzo 2023                          | Stagione - Marzo 2023                          | Stagione - Marzo 2023                          | Stagione - Marzo 2023                          | Stagione - Marzo 2023                          | Stagione - Marzo 2023                          | Stagione - Marzo 2023                          | Stagione - Marzo 2023                          |
| Record Marzo: 10-6 (Casa: 5-2; Trasferta: 5-4) | Record Marzo: 10-6 (Casa: 5-2; Trasferta: 5-4) | Record Marzo: 10-6 (Casa: 5-2; Trasferta: 5-4) | Record Marzo: 10-6 (Casa: 5-2; Trasferta: 5-4) | Record Marzo: 10-6 (Casa: 5-2; Trasferta: 5-4) | Record Marzo: 10-6 (Casa: 5-2; Trasferta: 5-4) | Record Marzo: 10-6 (Casa: 5-2; Trasferta: 5-4) | Record Marzo: 10-6 (Casa: 5-2; Trasferta: 5-4) | Record Marzo: 10-6 (Casa: 5-2; Trasferta: 5-4) |
| Partita                                        | Data                                           | Avversario                                     | Punteggio                                      | Più punti                                      | Più rimbalzi                                   | Più assist                                     | Stadio (spettatori)                            | Record                                         |
| ---------------------------------------------- | ---------------------------------------------- | ---------------------------------------------- | ---------------------------------------------- | ---------------------------------------------- | ---------------------------------------------- | ---------------------------------------------- | ---------------------------------------------- | ---------------------------------------------- |
| 63                                             | 1.3.2023                                       | Cleveland                                      | V 117-113                                      | Tatum (41)                                     | Horford, Tatum, R. Williams (11)               | Tatum (8)                                      | TD Garden (19.156)                             | 45–18                                          |
| 64                                             | 3.3.2023                                       | Brooklyn                                       | S 105-115                                      | Brown (35)                                     | Tatum (13)                                     | Smart (8)                                      | TD Garden (19.156)                             | 45–19                                          |
| 65                                             | 5.3.2023                                       | New York                                       | S 129-131 (2OT)                                | Tatum (40)                                     | Horford (14)                                   | Horford, Tatum (6)                             | TD Garden (19.156)                             | 45–20                                          |
| 66                                             | 6.3.2023                                       | @ Cleveland                                    | S 114-118 (OT)                                 | Brown (32)                                     | Brown (13)                                     | Brown (9)                                      | Rocket Mortgage Fieldhouse (19.432)            | 45–21                                          |
| 67                                             | 8.3.2023                                       | Portland                                       | V 115-93                                       | Tatum (30)                                     | Brogdon (9)                                    | White (7)                                      | TD Garden (19.156)                             | 46–21                                          |
| 68                                             | 11.3.2023                                      | @ Atlanta                                      | V 134-125                                      | Tatum (34)                                     | Tatum (15)                                     | Brown, White (7)                               | State Farm Arena (17.884)                      | 47–21                                          |
| 69                                             | 13.3.2023                                      | @ Houston                                      | S 109-111                                      | Brown (43)                                     | Tatum (8)                                      | Tatum (6)                                      | Toyota Center (18.055)                         | 47–22                                          |
| 70                                             | 15.3.2023                                      | @ Minnesota                                    | V 104-102                                      | Brown (35)                                     | Tatum (12)                                     | Horford, Smart (5)                             | Target Center (17.136)                         | 48–22                                          |
| 71                                             | 17.3.2023                                      | @ Portland                                     | V 126-112                                      | Tatum (34)                                     | Tatum (12)                                     | Horford (10)                                   | Moda Center (19.393)                           | 49–22                                          |
| 72                                             | 18.3.2023                                      | @ Utah                                         | S 117-118                                      | Brown (25)                                     | Kornet (7)                                     | Brown, Tatum (6)                               | Vivint Arena (18.206)                          | 49–23                                          |
| 73                                             | 21.3.2023                                      | @ Sacramento                                   | V 132-109                                      | Tatum (36)                                     | Tatum (8)                                      | White (12)                                     | Golden 1 Center(18.111)                        | 50–23                                          |
| 74                                             | 24.3.2023                                      | Indiana                                        | V 120-95                                       | Tatum (34)                                     | Horford (9)                                    | White (9)                                      | TD Garden (19.156)                             | 51–23                                          |
| 75                                             | 26.3.2023                                      | San Antonio                                    | V 137-93                                       | Brown (41)                                     | Brown (13)                                     | Brogdon (9)                                    | TD Garden (19.156)                             | 52–23                                          |
| 76                                             | 28.3.2023                                      | @ Washington                                   | S 111-130                                      | Tatum (28)                                     | Tatum (9)                                      | Smart, Tatum (5)                               | Capital One Arena (20.476)                     | 52–24                                          |
| 77                                             | 30.3.2023                                      | @ Milwaukee                                    | V 140-99                                       | Tatum (40)                                     | Tatum (8)                                      | Smart (8)                                      | Fiserv Forum (18.073)                          | 53–24                                          |
| 78                                             | 31.3.2023                                      | Utah                                           | V 122-114                                      | Tatum (39)                                     | Griffin (12)                                   | Brogdon (7)                                    | TD Garden (19.156)                             | 54–24                                          |

#### Aprile 2023
| Stagione - Aprile 2023                         | Stagione - Aprile 2023                         | Stagione - Aprile 2023                         | Stagione - Aprile 2023                         | Stagione - Aprile 2023                         | Stagione - Aprile 2023                         | Stagione - Aprile 2023                         | Stagione - Aprile 2023                         | Stagione - Aprile 2023                         |
| Record Aprile: 3-1 (Casa: 3-0; Trasferta: 0-1) | Record Aprile: 3-1 (Casa: 3-0; Trasferta: 0-1) | Record Aprile: 3-1 (Casa: 3-0; Trasferta: 0-1) | Record Aprile: 3-1 (Casa: 3-0; Trasferta: 0-1) | Record Aprile: 3-1 (Casa: 3-0; Trasferta: 0-1) | Record Aprile: 3-1 (Casa: 3-0; Trasferta: 0-1) | Record Aprile: 3-1 (Casa: 3-0; Trasferta: 0-1) | Record Aprile: 3-1 (Casa: 3-0; Trasferta: 0-1) | Record Aprile: 3-1 (Casa: 3-0; Trasferta: 0-1) |
| Partita                                        | Data                                           | Avversario                                     | Punteggio                                      | Più punti                                      | Più rimbalzi                                   | Più assist                                     | Stadio (spettatori)                            | Record                                         |
| ---------------------------------------------- | ---------------------------------------------- | ---------------------------------------------- | ---------------------------------------------- | ---------------------------------------------- | ---------------------------------------------- | ---------------------------------------------- | ---------------------------------------------- | ---------------------------------------------- |
| 79                                             | 4.4.2023                                       | @ Philadelphia                                 | S 101-103                                      | White (26)                                     | Horford (8)                                    | Horford, Tatum (6)                             | Wells Fargo Center (21.104)                    | 54–25                                          |
| 80                                             | 5.4.2023                                       | Toronto                                        | V 97-93                                        | Brogdon (29)                                   | Brown (11)                                     | Brown (5)                                      | TD Garden (19.156)                             | 55–25                                          |
| 81                                             | 7.4.2023                                       | Toronto                                        | V 121-102                                      | Hauser (26)                                    | R. Williams (9)                                | White (10)                                     | TD Garden (19.156)                             | 56–25                                          |
| 82                                             | 9.4.2023                                       | Atlanta                                        | V 120-114                                      | Pritchard (30)                                 | Pritchard (14)                                 | Pritchard (11)                                 | TD Garden (19.156)                             | 57–25                                          |

### Playoffs

#### Primo turno
| Playoffs - Primo turno                              | Playoffs - Primo turno                              | Playoffs - Primo turno                              | Playoffs - Primo turno                              | Playoffs - Primo turno                              | Playoffs - Primo turno                              | Playoffs - Primo turno                              | Playoffs - Primo turno                              | Playoffs - Primo turno                              |
| Record Primo turno: 4–2 (Casa: 2–1; Trasferta: 2–1) | Record Primo turno: 4–2 (Casa: 2–1; Trasferta: 2–1) | Record Primo turno: 4–2 (Casa: 2–1; Trasferta: 2–1) | Record Primo turno: 4–2 (Casa: 2–1; Trasferta: 2–1) | Record Primo turno: 4–2 (Casa: 2–1; Trasferta: 2–1) | Record Primo turno: 4–2 (Casa: 2–1; Trasferta: 2–1) | Record Primo turno: 4–2 (Casa: 2–1; Trasferta: 2–1) | Record Primo turno: 4–2 (Casa: 2–1; Trasferta: 2–1) | Record Primo turno: 4–2 (Casa: 2–1; Trasferta: 2–1) |
| Partita                                             | Data                                                | Avversario                                          | Punteggio                                           | Più punti                                           | Più rimbalzi                                        | Più assist                                          | Stadio (spettatori)                                 | Serie                                               |
| --------------------------------------------------- | --------------------------------------------------- | --------------------------------------------------- | --------------------------------------------------- | --------------------------------------------------- | --------------------------------------------------- | --------------------------------------------------- | --------------------------------------------------- | --------------------------------------------------- |
| 1                                                   | 15.4.2023                                           | Atlanta                                             | V 112-99                                            | Brown (29)                                          | Brown (12)                                          | Smart, White (7)                                    | TD Garden (19.156)                                  | 1–0                                                 |
| 2                                                   | 18.4.2023                                           | Atlanta                                             | V 119-106                                           | Tatum (29)                                          | Tatum (10)                                          | Brogdon (8)                                         | TD Garden (19.156)                                  | 2–0                                                 |
| 3                                                   | 21.4.2023                                           | @ Atlanta                                           | S 122-130                                           | Tatum (29)                                          | Tatum (10)                                          | Smart (8)                                           | State Farm Arena (18.536)                           | 2–1                                                 |
| 4                                                   | 23.4.2023                                           | @ Atlanta                                           | V 129-121                                           | Brown, Tatum (31)                                   | R. Williams (15)                                    | Horford (5)                                         | State Farm Arena (19.144)                           | 3–1                                                 |
| 5                                                   | 25.4.2023                                           | Atlanta                                             | S 117-119                                           | Brown (35)                                          | Tatum (8)                                           | Tatum (8)                                           | TD Garden (19.156)                                  | 3–2                                                 |
| 6                                                   | 27.4.2023                                           | @ Atlanta                                           | V 128-120                                           | Brown (32)                                          | Tatum (14)                                          | Tatum (7)                                           | State Farm Arena (19.176)                           | 4–2                                                 |

#### SemifinaliConference
| Playoffs - Semifinali Conference                              | Playoffs - Semifinali Conference                              | Playoffs - Semifinali Conference                              | Playoffs - Semifinali Conference                              | Playoffs - Semifinali Conference                              | Playoffs - Semifinali Conference                              | Playoffs - Semifinali Conference                              | Playoffs - Semifinali Conference                              | Playoffs - Semifinali Conference                              |
| Record Semifinali Conference: 3–3 (Casa: 1–2; Trasferta: 2–1) | Record Semifinali Conference: 3–3 (Casa: 1–2; Trasferta: 2–1) | Record Semifinali Conference: 3–3 (Casa: 1–2; Trasferta: 2–1) | Record Semifinali Conference: 3–3 (Casa: 1–2; Trasferta: 2–1) | Record Semifinali Conference: 3–3 (Casa: 1–2; Trasferta: 2–1) | Record Semifinali Conference: 3–3 (Casa: 1–2; Trasferta: 2–1) | Record Semifinali Conference: 3–3 (Casa: 1–2; Trasferta: 2–1) | Record Semifinali Conference: 3–3 (Casa: 1–2; Trasferta: 2–1) | Record Semifinali Conference: 3–3 (Casa: 1–2; Trasferta: 2–1) |
| Partita                                                       | Data                                                          | Avversario                                                    | Punteggio                                                     | Più punti                                                     | Più rimbalzi                                                  | Più assist                                                    | Stadio (spettatori)                                           | Serie                                                         |
| ------------------------------------------------------------- | ------------------------------------------------------------- | ------------------------------------------------------------- | ------------------------------------------------------------- | ------------------------------------------------------------- | ------------------------------------------------------------- | ------------------------------------------------------------- | ------------------------------------------------------------- | ------------------------------------------------------------- |
| 1                                                             | 1.5.2023                                                      | Philadelphia                                                  | S 115-119                                                     | Tatum (39)                                                    | Tatum (11)                                                    | Smart (7)                                                     | TD Garden (19.156)                                            | 0–1                                                           |
| 2                                                             | 3.5.2023                                                      | Philadelphia                                                  | V 121-87                                                      | Brown (25)                                                    | Horford, Tatum, R. Williams (7)                               | Brown, G. Williams, R. Williams (4)                           | TD Garden (19.156)                                            | 1–1                                                           |
| 3                                                             | 5.5.2023                                                      | @ Philadelphia                                                | V 114-102                                                     | Tatum (27)                                                    | Tatum (10)                                                    | Brogdon (6)                                                   | Wells Fargo Center (21.290)                                   | 2–1                                                           |
| 4                                                             | 7.5.2023                                                      | @ Philadelphia                                                | S 115-116 (OT)                                                | Tatum (24)                                                    | Tatum (18)                                                    | Smart (7)                                                     | Wells Fargo Center (21.264)                                   | 2–2                                                           |
| 5                                                             | 9.5.2023                                                      | Philadelphia                                                  | S 103-115                                                     | Tatum (36)                                                    | Tatum (10)                                                    | Tatum (5)                                                     | TD Garden (19.156)                                            | 2–3                                                           |
| 6                                                             | 11.5.2023                                                     | @ Philadelphia                                                | V 95-86                                                       | Smart (22)                                                    | Horford (11)                                                  | Smart (7)                                                     | Wells Fargo Center (21.337)                                   | 3–3                                                           |
| 7                                                             | 14.5.2023                                                     | Philadelphia                                                  | V 112-88                                                      | Tatum (51)                                                    | Tatum (13)                                                    | Tatum (5)                                                     | TD Garden (19.156)                                            | 4–3                                                           |

#### FinaliConference
| Playoffs - Semifinali Conference                          | Playoffs - Semifinali Conference                          | Playoffs - Semifinali Conference                          | Playoffs - Semifinali Conference                          | Playoffs - Semifinali Conference                          | Playoffs - Semifinali Conference                          | Playoffs - Semifinali Conference                          | Playoffs - Semifinali Conference                          | Playoffs - Semifinali Conference                          |
| Record Finali Conference: 3–4 (Casa: 1–3; Trasferta: 2–1) | Record Finali Conference: 3–4 (Casa: 1–3; Trasferta: 2–1) | Record Finali Conference: 3–4 (Casa: 1–3; Trasferta: 2–1) | Record Finali Conference: 3–4 (Casa: 1–3; Trasferta: 2–1) | Record Finali Conference: 3–4 (Casa: 1–3; Trasferta: 2–1) | Record Finali Conference: 3–4 (Casa: 1–3; Trasferta: 2–1) | Record Finali Conference: 3–4 (Casa: 1–3; Trasferta: 2–1) | Record Finali Conference: 3–4 (Casa: 1–3; Trasferta: 2–1) | Record Finali Conference: 3–4 (Casa: 1–3; Trasferta: 2–1) |
| Partita                                                   | Data                                                      | Avversario                                                | Punteggio                                                 | Più punti                                                 | Più rimbalzi                                              | Più assist                                                | Stadio (spettatori)                                       | Serie                                                     |
| --------------------------------------------------------- | --------------------------------------------------------- | --------------------------------------------------------- | --------------------------------------------------------- | --------------------------------------------------------- | --------------------------------------------------------- | --------------------------------------------------------- | --------------------------------------------------------- | --------------------------------------------------------- |
| 1                                                         | 17.5.2023                                                 | Miami                                                     | S 116-123                                                 | Tatum (30)                                                | Brown (9)                                                 | Smart (11)                                                | TD Garden (19.156)                                        | 1–0                                                       |
| 2                                                         | 19.5.2023                                                 | Miami                                                     | S 111-105                                                 | Tatum (34)                                                | Tatum (13)                                                | Tatum (8)                                                 | TD Garden (19.156)                                        | 2–0                                                       |
| 3                                                         | 21.5.2023                                                 | @ Miami                                                   | S 102-128                                                 | Tatum (14)                                                | Tatum (10)                                                | Smart (10)                                                | Kaseya Center (20.088)                                    | 3–0                                                       |
| 4                                                         | 23.5.2023                                                 | @ Miami                                                   | V 116-99                                                  | Tatum (33)                                                | Tatum (11)                                                | Tatum (7)                                                 | Kaseya Center (20.147)                                    | 3–1                                                       |
| 5                                                         | 25.5.2023                                                 | Miami                                                     | V 110-97                                                  | White (24)                                                | Horford (11)                                              | Tatum (11)                                                | TD Garden (19.156)                                        | 3–2                                                       |
| 6                                                         | 27.5.2023                                                 | @ Miami                                                   | V 104-103                                                 | Tatum (31)                                                | Tatum (12)                                                | White (6)                                                 | Kaseya Center (20.201)                                    | 3–3                                                       |
| 7                                                         | 29.5.2023                                                 | Miami                                                     | S 84-103                                                  | Brown (19)                                                | Tatum (11)                                                | Brown (5)                                                 | TD Garden (19.156)                                        | 3–4                                                       |

## Mercato

### Free Agency

#### Acquisti
| Data      | Giocatore         | Contratto           | Provenienza       |
| --------- | ----------------- | ------------------- | ----------------- |
| 12.7.2022 | Danilo Gallinari  | 2 anni/13.281.950 $ | San Antonio Spurs |
| 16.7.2022 | Mfiondu Kabengele | Two-Way Contract    | R.G.V. Vipers     |
| 3.10.2022 | Blake Griffin     | 1 anno/2.905.851 $  | Brooklyn Nets     |

#### Cessioni
| Data | Giocatore | Motivo | Nuova squadra |
| ---- | --------- | ------ | ------------- |
|      |           |        |               |

### Scambi
| 9.7.2022 | Boston Celtics Malcolm Brogdon                                      | Indiana Pacers Malik Fitts Juwan Morgan Aaron Nesmith Nik Stauskas Daniel Theis Scelta 1º giro Draft 2023 (da Boston) |
| 5.1.2023 | Boston Celtics Scelta protected 2º giro Draft 2024 (da San Antonio) | San Antonio Spurs Noah Vonleh Contanti                                                                                |
| 9.2.2023 | Boston Celtics Mike Muscala                                         | Oklahoma Thunder Justin Jackson Scelta 2º giro Draft 2023 Scelta protected 2º giro Draft 2029 (da Boston)             |

## Statistiche

### Statistiche di squadra
| Competizione      | In casa | In casa | In casa | In casa | In casa | In trasferta | In trasferta | In trasferta | In trasferta | In trasferta | Totale | Totale | Totale | Totale | Totale | Totale |
| Competizione      | G       | V       | P       | Ptf     | Pts     | G            | V            | P            | Ptf          | Pts          | G      | V      | P      | Ptf    | Pts    | Diff.  |
| ----------------- | ------- | ------- | ------- | ------- | ------- | ------------ | ------------ | ------------ | ------------ | ------------ | ------ | ------ | ------ | ------ | ------ | ------ |
| Stagione regolare | 41      | 32      | 9       | 4941    | 4529    | 41           | 25           | 16           | 4730         | 4603         | 82     | 57     | 25     | 9671   | 9132   | +539   |
| Playoff           | 11      | 5       | 6       | 1214    | 1167    | 9            | 6            | 3            | 1025         | 1005         | 20     | 11     | 9      | 2239   | 2172   | +67    |
| Totale            | 52      | 37      | 15      | 6155    | 5696    | 50           | 31           | 19           | 5755         | 5608         | 102    | 68     | 34     | 11910  | 11304  | +606   |

### Statistiche individuali

#### Stagione regolare
|               |    |      |    |      | Tiri da 2 | Tiri da 2 | Tiri da 2 | Tiri da 3 | Tiri da 3 | Tiri da 3 | Tiri liberi | Tiri liberi | Tiri liberi | Rimbalzi | Rimbalzi | Rimbalzi | Palle | Palle |     |      |      |       |
| Giocatore     | PG | PUN  | SF | MIN  | R         | T         | %         | R         | T         | %         | R           | T           | %           | O        | D        | T        | P     | R     | S   | FC   | Ass  | +/-   |
| ------------- | -- | ---- | -- | ---- | --------- | --------- | --------- | --------- | --------- | --------- | ----------- | ----------- | ----------- | -------- | -------- | -------- | ----- | ----- | --- | ---- | ---- | ----- |
| M. Brogdon    | 67 | 1000 | 0  | 1744 | 222       | 435       | 51,0      | 132       | 297       | 44,4      | 160         | 184         | 87,0        | 42       | 238      | 280      | 98    | 45    | 18  | 109  | 248  | +182  |
| J. Brown      | 67 | 1784 | 67 | 2405 | 516       | 896       | 57,6      | 163       | 487       | 33,5      | 263         | 344         | 76,5        | 78       | 381      | 459      | 197   | 75    | 26  | 172  | 232  | +256  |
| J. Champagnie | 2  | 5    | 0  | 23   | 1         | 7         | 14,3      | 1         | 5         | 20,0      | 0           | 0           | –           | 2        | 2        | 4        | 0     | 1     | 0   | 1    | 3    | -2    |
| JD Davison    | 12 | 19   | 0  | 66   | 6         | 12        | 50,0      | 2         | 7         | 28,6      | 1           | 2           | 50,0        | 2        | 7        | 9        | 4     | 2     | 2   | 5    | 11   | -6    |
| B. Griffin    | 41 | 170  | 16 | 569  | 40        | 64        | 62,5      | 23        | 66        | 34,8      | 21          | 32          | 65,6        | 47       | 108      | 155      | 22    | 14    | 9   | 75   | 61   | +105  |
| S. Hauser     | 80 | 512  | 8  | 1290 | 40        | 61        | 65,6      | 140       | 335       | 41,8      | 12          | 17          | 70,6        | 35       | 169      | 204      | 30    | 29    | 21  | 99   | 71   | +219  |
| A. Horford    | 63 | 616  | 63 | 1922 | 83        | 154       | 53,9      | 145       | 325       | 44,6      | 15          | 21          | 71,4        | 73       | 317      | 390      | 37    | 30    | 61  | 121  | 189  | +309  |
| J. Jackson    | 23 | 20   | 0  | 107  | 2         | 7         | 28,6      | 5         | 20        | 25,0      | 1           | 2           | 50,0        | 2        | 15       | 17       | 2     | 4     | 4   | 7    | 9    | -71   |
| M. Kabengele  | 4  | 6    | 0  | 36   | 2         | 4         | 50,0      | 0         | 3         | 0,0       | 2           | 2           | 100         | 5        | 5        | 10       | 1     | 2     | 0   | 3    | 0    | -5    |
| L. Kornet     | 69 | 261  | 0  | 804  | 110       | 157       | 70,1      | 3         | 13        | 23,1      | 32          | 39          | 82,1        | 86       | 111      | 197      | 25    | 11    | 46  | 81   | 53   | +61   |
| M. Muscala    | 20 | 118  | 4  | 323  | 17        | 24        | 70,8      | 25        | 65        | 38,5      | 9           | 13          | 69,2        | 14       | 54       | 68       | 9     | 4     | 5   | 28   | 12   | +51   |
| P. Pritchard  | 48 | 270  | 3  | 643  | 45        | 91        | 49,5      | 56        | 154       | 36,4      | 12          | 16          | 75,0        | 25       | 63       | 88       | 40    | 14    | 1   | 37   | 64   | +12   |
| M. Smart      | 61 | 703  | 61 | 1957 | 135       | 260       | 51,9      | 115       | 342       | 33,6      | 88          | 118         | 74,6        | 46       | 145      | 191      | 143   | 93    | 23  | 172  | 382  | +240  |
| J. Tatum      | 74 | 2225 | 74 | 2732 | 487       | 873       | 55,8      | 240       | 686       | 35,0      | 531         | 622         | 85,4        | 78       | 571      | 649      | 213   | 78    | 51  | 160  | 342  | +470  |
| N. Vonleh     | 23 | 25   | 1  | 171  | 10        | 20        | 50,0      | 1         | 4         | 25,0      | 2           | 2           | 100         | 18       | 30       | 48       | 11    | 2     | 8   | 35   | 7    | -13   |
| D. White      | 82 | 1017 | 70 | 2319 | 201       | 367       | 54,8      | 149       | 391       | 38,1      | 168         | 192         | 87,5        | 52       | 241      | 293      | 95    | 54    | 76  | 177  | 321  | +488  |
| G. Williams   | 79 | 641  | 23 | 2045 | 101       | 185       | 54,6      | 115       | 291       | 39,5      | 94          | 122         | 77,0        | 87       | 276      | 363      | 82    | 41    | 31  | 192  | 131  | +206  |
| R. Williams   | 35 | 279  | 20 | 824  | 127       | 169       | 75,1      | 0         | 1         | 0,0       | 25          | 41          | 61,0        | 104      | 188      | 292      | 34    | 22    | 48  | 68   | 50   | +173  |
| Totale        | 82 | 9671 | –  | –    | 2145      | 3786      | 56,7      | 1315      | 3492      | 37,7      | 1436        | 1769        | 81,2        | 796      | 2921     | 3717     | 1043  | 521   | 430 | 1542 | 2186 | +2675 |

#### Playoff
|               |    |      |    |     | Tiri da 2 | Tiri da 2 | Tiri da 2 | Tiri da 3 | Tiri da 3 | Tiri da 3 | Tiri liberi | Tiri liberi | Tiri liberi | Rimbalzi | Rimbalzi | Rimbalzi | Palle | Palle |     |     |     |      |
| Giocatore     | PG | PUN  | SF | MIN | R         | T         | %         | R         | T         | %         | R           | T           | %           | O        | D        | T        | P     | R     | S   | FC  | Ass | +/-  |
| ------------- | -- | ---- | -- | --- | --------- | --------- | --------- | --------- | --------- | --------- | ----------- | ----------- | ----------- | -------- | -------- | -------- | ----- | ----- | --- | --- | --- | ---- |
| M. Brogdon    | 19 | 226  | 0  | 474 | 49        | 109       | 45,0      | 33        | 87        | 37,9      | 29          | 35          | 82,9        | 13       | 53       | 66       | 19    | 3     | 5   | 29  | 55  | +57  |
| J. Brown      | 20 | 453  | 20 | 751 | 141       | 252       | 56,0      | 40        | 113       | 35,4      | 51          | 74          | 68,9        | 25       | 87       | 112      | 66    | 21    | 8   | 61  | 68  | +42  |
| J. Champagnie | 4  | 2    | 0  | 10  | 1         | 1         | 100       | 0         | 3         | 0,0       | 0           | 0           | 0,0         | 0        | 0        | 0        | 0     | 0     | 0   | 2   | 0   | +0   |
| B. Griffin    | 1  | 0    | 0  | 6   | 0         | 1         | 0,0       | 0         | 0         | 0,0       | 0           | 0           | 0,0         | 1        | 1        | 2        | 0     | 0     | 0   | 2   | 0   | +0   |
| S. Hauser     | 15 | 30   | 0  | 104 | 2         | 5         | 40,0      | 8         | 24        | 33,3      | 2           | 2           | 100         | 5        | 12       | 17       | 0     | 1     | 2   | 8   | 4   | +25  |
| A. Horford    | 20 | 133  | 20 | 617 | 23        | 38        | 60,5      | 28        | 94        | 29,8      | 3           | 4           | 75,0        | 30       | 113      | 143      | 11    | 22    | 34  | 47  | 59  | +59  |
| L. Kornet     | 8  | 17   | 0  | 32  | 6         | 7         | 85,7      | 1         | 1         | 100       | 2           | 2           | 100         | 5        | 5        | 10       | 0     | 0     | 1   | 2   | 0   | +3   |
| M. Muscala    | 6  | 9    | 0  | 21  | 0         | 0         | 0,0       | 2         | 4         | 50,0      | 3           | 4           | 75,0        | 3        | 1        | 4        | 1     | 0     | 0   | 1   | 1   | +11  |
| P. Pritchard  | 10 | 32   | 0  | 57  | 8         | 12        | 66,7      | 4         | 10        | 40,0      | 4           | 5           | 80,0        | 0        | 6        | 6        | 5     | 1     | 0   | 3   | 11  | +8   |
| M. Smart      | 20 | 298  | 20 | 679 | 57        | 101       | 56,4      | 44        | 122       | 36,1      | 52          | 65          | 80,0        | 21       | 59       | 80       | 45    | 25    | 5   | 37  | 101 | +49  |
| J. Tatum      | 20 | 543  | 20 | 799 | 132       | 240       | 55,0      | 53        | 164       | 32,3      | 120         | 137         | 87,6        | 26       | 184      | 210      | 56    | 21    | 21  | 44  | 105 | +79  |
| D. White      | 20 | 267  | 16 | 593 | 43        | 74        | 58,1      | 50        | 110       | 45,5      | 31          | 34          | 91,2        | 13       | 46       | 59       | 18    | 12    | 20  | 38  | 42  | +3   |
| G. Williams   | 15 | 76   | 0  | 265 | 7         | 13        | 53,8      | 18        | 40        | 45,0      | 8           | 10          | 80,0        | 11       | 22       | 33       | 4     | 5     | 6   | 25  | 18  | -26  |
| R. Williams   | 20 | 153  | 4  | 417 | 67        | 84        | 79,8      | 0         | 1         | 0,0       | 19          | 28          | 67,9        | 36       | 83       | 119      | 16    | 9     | 25  | 44  | 19  | +25  |
| Totale        | 20 | 2239 | –  | –   | 536       | 937       | 57,2      | 281       | 773       | 36,3      | 324         | 400         | 81,0        | 189      | 672      | 861      | 241   | 120   | 127 | 343 | 483 | +335 |